# 台湾民衆党
台湾民衆党（たいわんみんしゅうとう、繁: 台灣民眾黨、英: Taiwan People's Party、英略称：TPP）は、2019年8月6日に当時台北市長だった柯文哲により結成された、中華民国（台湾）の政党である。党名は日本統治下で独立運動を展開した同名の政党に由来する。
2024年1月の第十一回中華民国立法委員選挙では8議席を獲得した。これによって立法院で過半数を占める政党が存在しなくなり、民衆党自身はキャスティングボートを握ることとなった。
16歳以上であれば加入でき、他党に籍を置いたままの重複入党も可能としている。民衆党は民主進歩党（泛緑連盟）と国民党（泛藍連盟）の間の第三政治勢力（第三極）を自称している。

## 党史

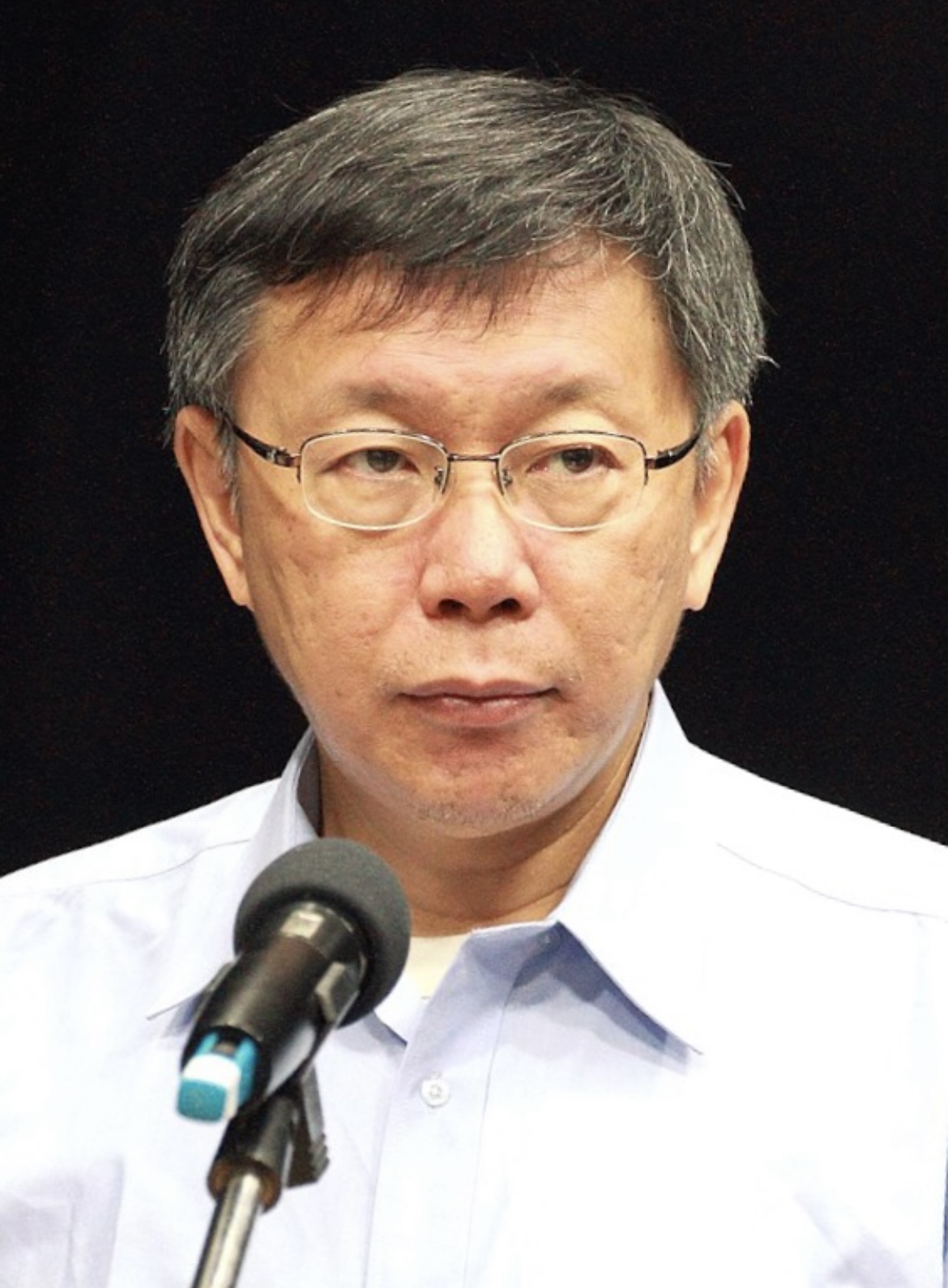
主席柯文哲

### 前史
柯文哲は台湾大学附属病院の医師であったが、2006年以後メディアに注目されて有名になり、2014年台北市長選挙で無所属でありながら野党大連盟の候補者に選ばれ当選。当時から泛藍にも泛緑にも属さない「白色」の政治家を自称し、民衆党設立前はしばしば民国党、親民党、時代力量や無所属などの藍緑二陣営外の候補者を支持した。
2019年7月17日、柯は中華民国総統選に出馬したい考えを公にし、実際に総統に選出されるのは難しいと認めながらも、「しかし、われわれはまだ "原子爆弾" を開発している」と述べた。ここでいう「原子爆弾」は新政党を指していたとされている。設立時メンバーの蔡壁如も後に、「柯氏を総統府に送り込む」ことが民衆党設立当初の目的であったと認めた。
2019年7月31日、蔡が柯の政党設立の意志について明かし、新党名は「台湾民衆党」になると公表した。柯氏は8月1日に記者会見を開き、新党の設立理念を「以臺灣為名、以民眾為本，我們希望臺灣就是我們，我們就是民眾」と説明した。

### 結党
2019年8月6日、柯の60歳の誕生日に合わせ、民衆党は台湾大学附属病院の国際会議センターにて結党大会を行った。結党時の党員数は111名であった。柯は民衆党の目標は台湾人の政治意識を喚起して台湾の政治風土を変革することにあると述べ、初代党主席に就任した。
国民党所属の王金平と、国民党を支持する鴻海精密工業創業者の郭台銘は民衆党に祝花を送った。
2020年、第十回立法委員選挙に45名を擁立し158万票と5議席を獲得。早くも時代力量を抜いて第三党となった。しかし、柯はこれは第一党となって台湾政治を主導するに至る起点にすぎないとした。
2021年1月に第一回党代表大会を行い、8月に第一回党員大会を行った。
2022年地方選挙では、高虹安を新竹市長に当選させたとともに、台北市4議席を含む計全国14席の議席を得た。無所属で金門県長に当選した陳福海も後に選挙以前から民衆党に籍を置いていたことを明かした。
2023年4月、迫る2024年総統選に向けて選挙対策委員会を招集し、「立法院の行政院長人事に対する同意権を復活させる（閣揆同意權）」や「立法院が総統を召喚して質疑することを可能とする」などの政見を発表した。総統選では郭台銘の仲介のもと当初国民党との共闘・連立路線（藍白合作）を模索していたが、総統候補者をどちらの党から擁立するかなどの点で合意できず、結実しなかった。2024年1月の総統選の結果、民進党の頼清徳が当選。柯は3位で落選したが、369万票を獲得した。しかし、同1月の立法委員選（改選数113）では与党民進党が51議席、最大野党国民党が52議席といずれも過半数を確保できない中、民衆党は８議席を獲得、キャスティングボートを握ることとなった。
その後2024年8月、総統選の政治献金の会計報告に虚偽記載があったことが発覚し、その責任を取るとして党主席である柯が3か月間休職すると発表。さらに、その柯が台北市長時代に開発業者から不正に金銭を受け取って容積率を引き上げた疑惑により、同年8月末には逮捕される事態となった。大政党のカネの問題を批判しクリーンなイメージの強かった柯個人のカリスマ的人気に頼っていた政党だけに、1月時には22.5%だった支持率が8月20日発表分では13.7%に落ちるなど、「結党以来最大の苦難」と呼ばれる状況に陥っている。
2025年1月1日、党臨時拡大中央委員会を開き、柯の申し出た主席辞任を認めた。代理主席には立法委員団長の黄国昌が選出された。2月15日に主席補欠選挙を行い、黄が全体の96％の票を獲得して当選した。

## 理念・主張
台湾民衆の利益福祉を優先すること、ならびに「民主、自由、多元、開放、法治、人権、マイノリティ保護、持続的開発」および台灣價值の具体的実現を目指す。

### 政治制度について
- 国債を減らし、将来世代に残さないようにすべき。藍緑両党を選挙に囚われてばら撒きすぎであると批判している[36]。
- 参政権の18歳への引き下げを支持[37]。
- 権力分立を推進し、政府の一体性を保つべき[38]。立法院の行政院長人事に対する同意権を復活させるべき[25]。
- 連立政権や政党間の連携・対話を推進すべき[39][25]。

### 内政について
- エネルギー源を多様化し、太陽光発電と風力発電の不安定性を補うために他の再生エネルギーの比率を高める[40]。台湾第四原子力発電所再起動に反対[41]。
- まず炭素費用、次に炭素税を導入し、環境保護、再分配、経済成長の三重効用を得るべき[42]。
- 家賃高騰を抑えるため、社会住宅の建設、住宅税制（中国語版）の改革、家賃情報の透明化を進めるべき[43][44]。
- 「デジタルデバイド」を改善して発展の地域格差を解消し、バイリンガル教育を強化する。職業教育の価値を再確立し、産業界と連携して科技大学や職業教育に新たな位置づけを与える。少子化の中で私立校の変革や廃校を指導する[45]。
- 長期的計画と持続的開発を強調すべき[46][47]。

### 国防・外交について
- 両岸関係に関しては、「平和の主導権を握る」ことを原則として、「相互に認識し、相互に理解し、相互に尊重し、相互に協力する」ことで両岸の交流を促すべき[48]。
- 兵役改革を行い、軍事訓練を強化すべき。兵役期間延長を支持[49][50]。
- 米中対立が台湾に波及することを避け、現状を維持すべき[51]。

## 選挙記録

### 総統選挙
| 台湾民衆党候補の県市別得票率 |

| 台湾民衆党候補の郷鎮市区得票率 |

| 年度 | 選挙                   | 総統候補 | 総統候補 | 副総統候補 | 副総統候補 | 得票数    | 得票率 | 当選 |
| ---- | ---------------------- | -------- | -------- | ---------- | ---------- | --------- | ------ | ---- |
| 2024 | 第16期総統・副総統選挙 |          | 柯文哲   |            | 呉欣盈     | 3,690,466 | 26.46% |      |

### 2020年高雄市長補欠選挙

高雄市長選挙の得票分布。

2020年6月6日、高雄市長の韓国瑜の罷免が決定した。民衆党は当初、国民党と協力してどちらの党員でもない候補者を共同で支持することを期待しており、連携することを期待していた。しかし国民党が市議会議員の李眉蓁を擁立したため、高雄市議会議員で親民党所属の呉益政の高雄市長補選出馬を受け入れた。8月15日の高雄市長補選で呉の得票は38960票（4.06％）に留まり、248,478票（25.90％）を獲得した国民党候補者の李眉蓁とともに、671,804票（70.03％）を獲得した民進党候補者の陳其邁に敗れた。
| 候補者番号 | 候補者名 | 性別 | 生年 | 政党       | 得票数  | 得票率 | 当落 |
| ---------- | -------- | ---- | ---- | ---------- | ------- | ------ | ---- |
| 1          | 陳其邁   | 男   | 1964 | 民主進歩党 | 671,804 | 70.03% |      |
| 2          | 呉益政   | 男   | 1963 | 台湾民衆党 | 38,960  | 4.06%  |      |
| 3          | 李眉蓁   | 女   | 1979 | 中国国民党 | 248,478 | 25.9%  |      |

当日有権者数：2,301,597人、最終投票人数：962,826人（うち有効票959,242、無効票3,584）、最終投票率：41.83%